# Trachymene bialata
Trachymene bialata är en växtart i släktet Trachymene och familjen flockblommiga växter.
Arten förekommer i mellersta och västra Australien. Den beskrevs av Karel Domin som Didiscus bialatus, och fick sitt nu gällande namn av Brian Laurence Burtt 1941.